# Węzeł Bonikowski
Węzeł Bonikowski – węzeł wodny na Obrze znajdujący się około 3 km za Kościanem, w dół rzeki.
Obszar trudno dostępny ze względu na brak dróg dojazdowych. W tym miejscu kościański kanał Obry rozdziela się na dwa cieki: Kanał Mosiński (70% wody) i południowy kanał Obry (30% wody).

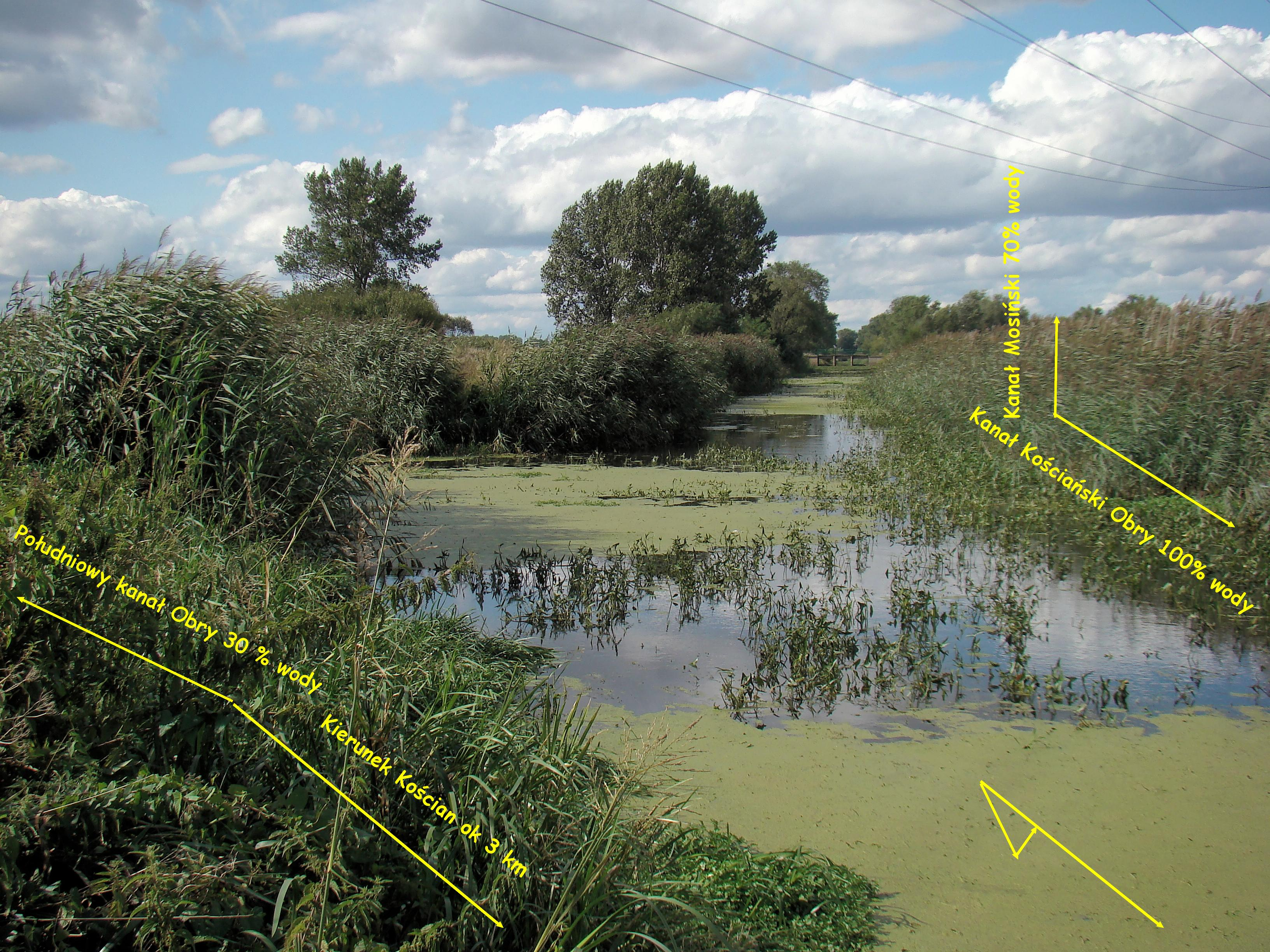
Rozdzielenie wód Obry na Kanał Mosiński i południowy kanał Obry
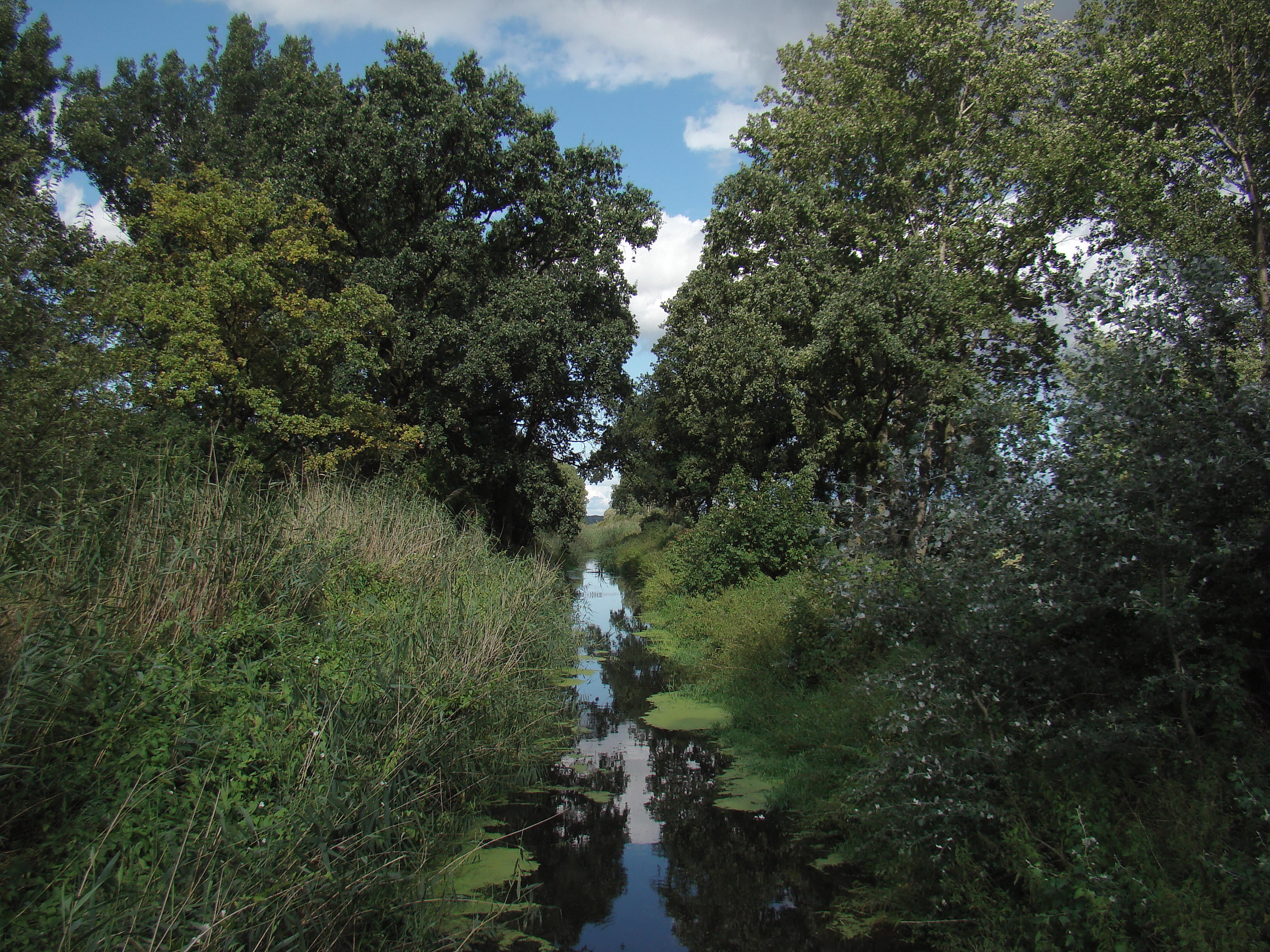
Południowy kanał Obry 1 km za węzłem Bonikowskim
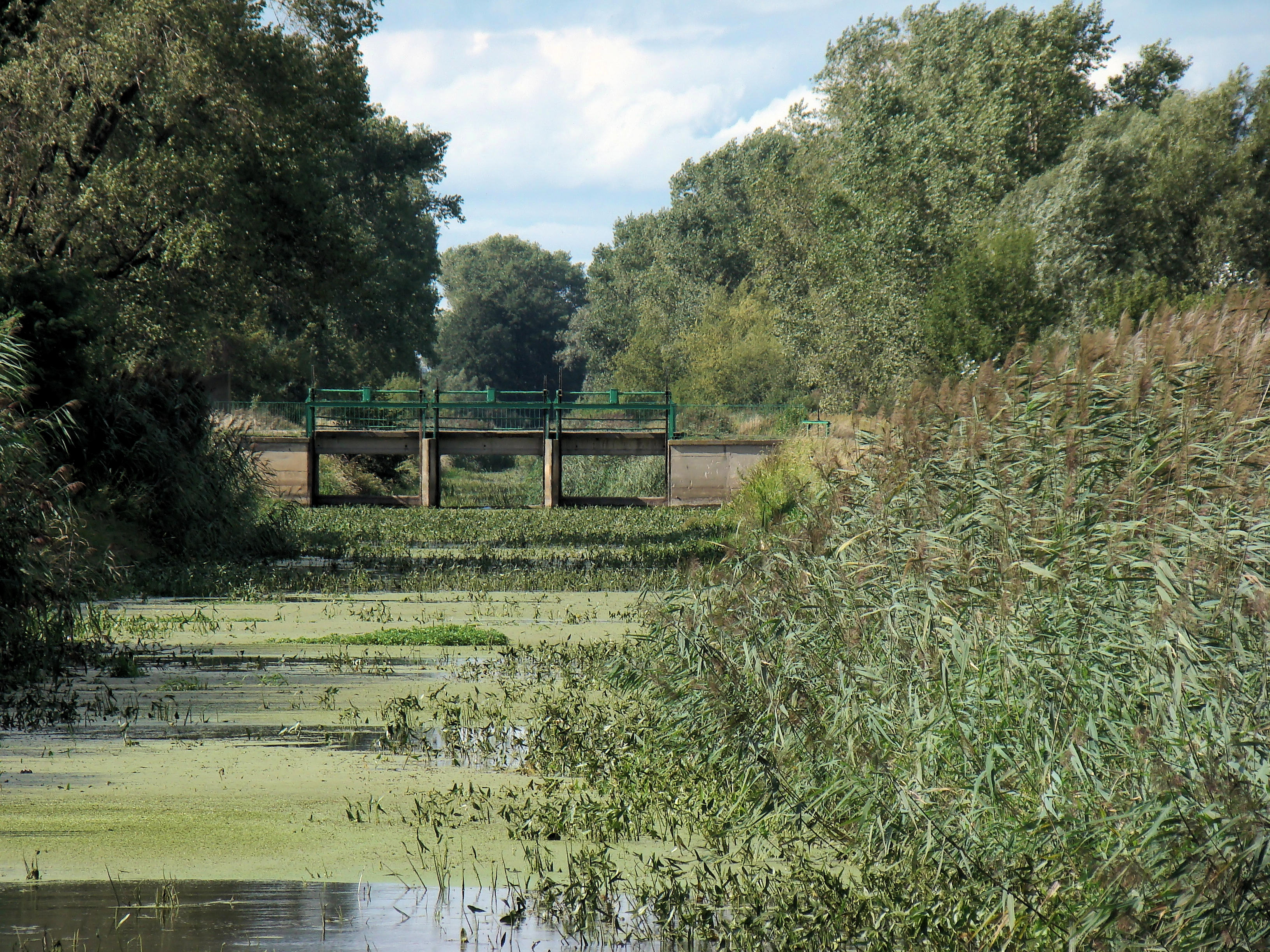
Kanał Mosiński 300 m za Węzłem Bonikowskim
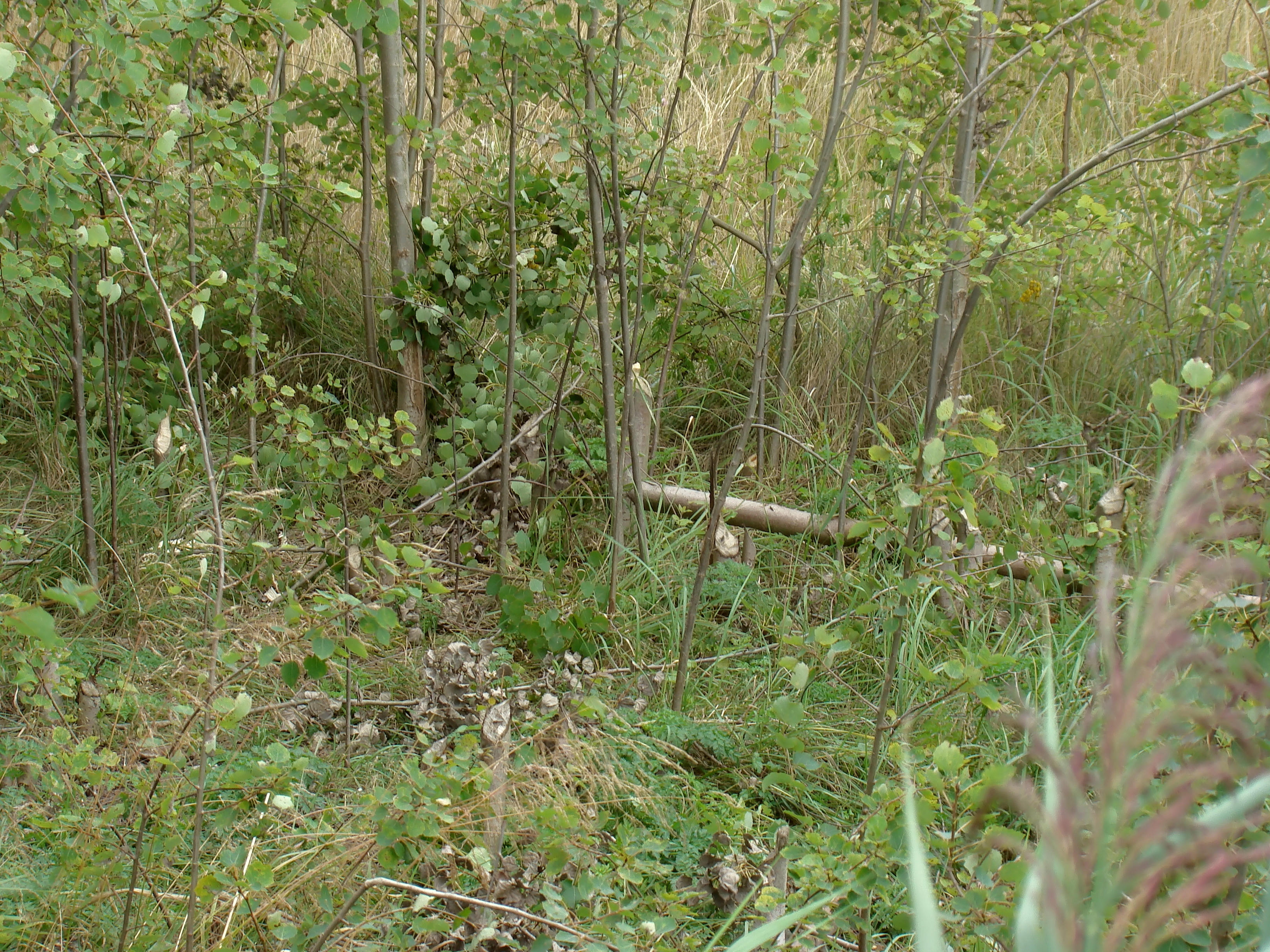
Działalność bobrów tuż obok południowego kanału Obry, 50 m za Węzłem Bonikowskim
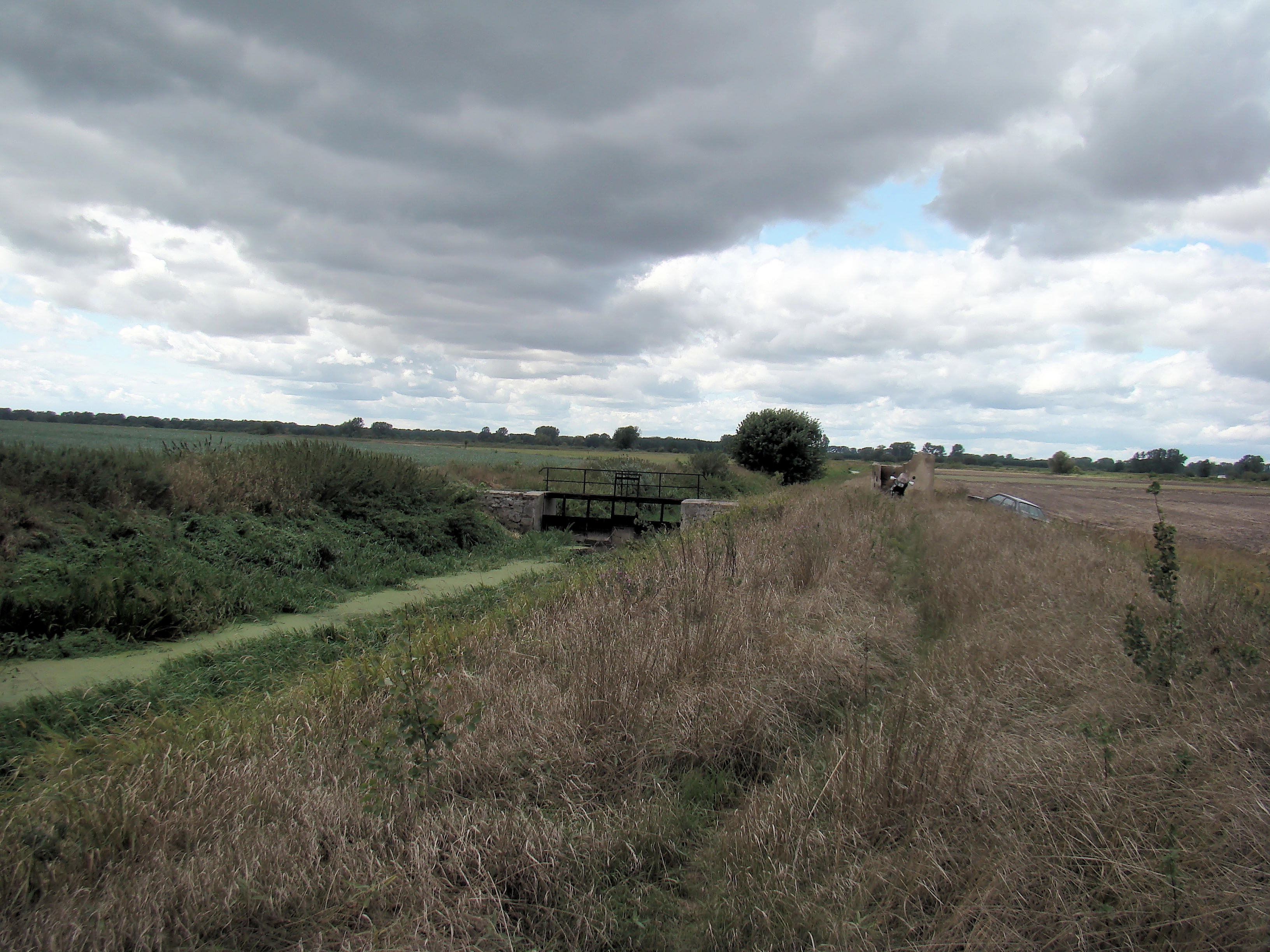
Jaz na Południowym Kanale Obry, 200 m za Węzłem Bonikowskim
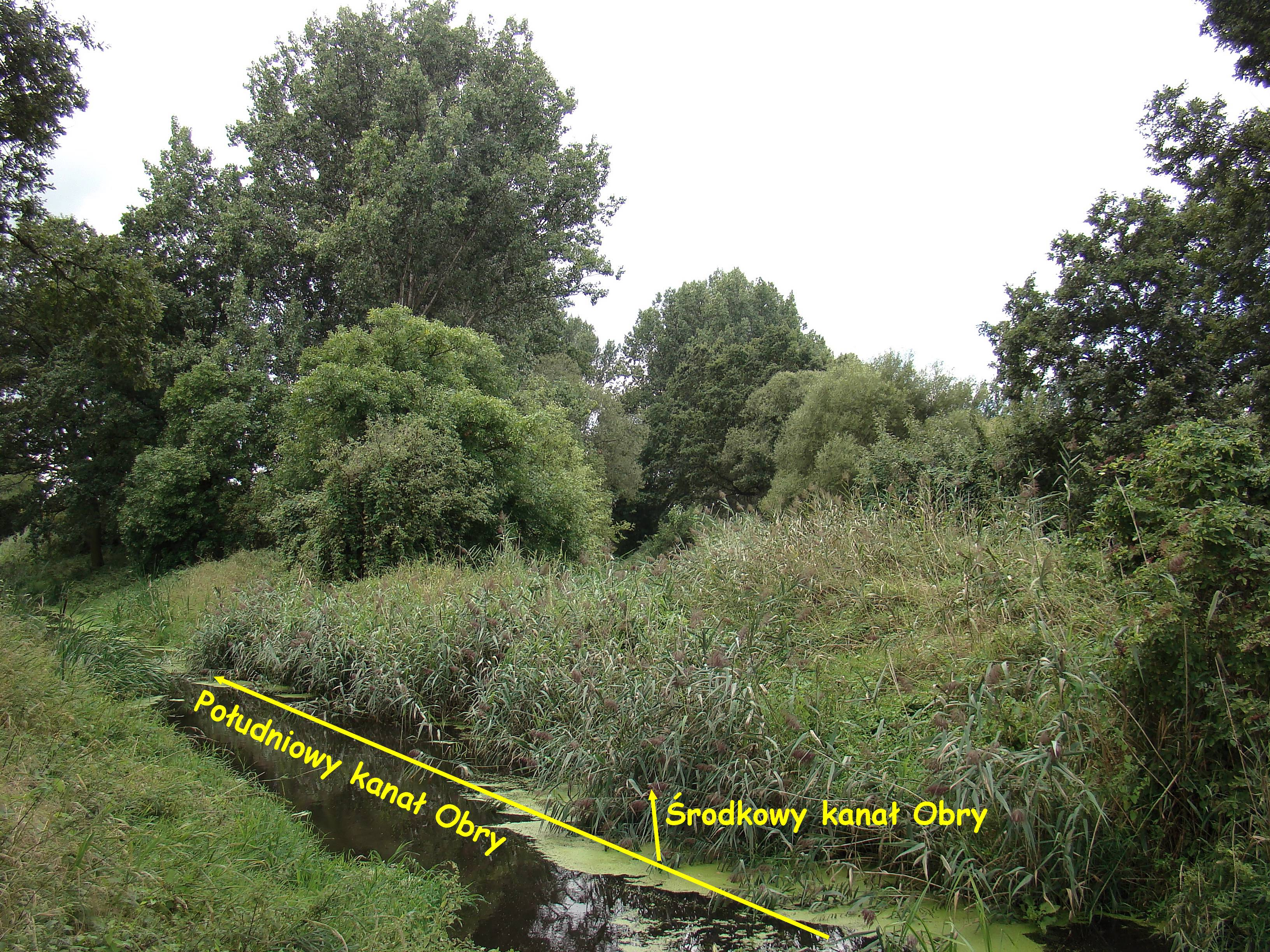
Wypływ Środkowego Kanału Obry z Południowego Kanału Obry